# Elitserien i baseboll 1979
Elitserien i baseboll 1979 var den för 1979 års säsong högsta serien i baseboll i Sverige. Totalt deltog 8 lag i serien, där alla lag spelade mot varandra tre gånger vilket gav totalt 21 omgångar. Efter detta gick de fyra främsta vidare till slutspel och de tre sämsta till nedflyttningsserien. Vinnaren av slutspelet blev svenska mästare och förloraren av nedflyttningsserien flyttades ner.

## Grundserien
Den sista matchen mellan Ormkärr och Sundbyberg spelades inte då den inte skulle påverka sluttabellen.
| Nr | Lag             | Matcher | Vunna | Förlorade | Vinstprocent |
| -- | --------------- | ------- | ----- | --------- | ------------ |
| 1  | Bagarmossen     | 21      | 19    | 2         | 0.905        |
| 2  | Leksand         | 21      | 18    | 3         | 0.857        |
| 3  | Sundbyberg      | 20      | 12    | 8         | 0.600        |
| 4  | Skarpnäck       | 21      | 12    | 9         | 0.571        |
| 5  | Ljusdal Strikes | 21      | 8     | 13        | 0.381        |
| 6  | Ormkärr         | 20      | 7     | 13        | 0.350        |
| 7  | Sundsvall       | 21      | 4     | 17        | 0.190        |
| 8  | Alby            | 21      | 3     | 18        | 0.143        |

## Slutspel

### Semifinal
| Nr | Lag         | Matcher | Vunna | Förlorade | Vinstprocent |
| -- | ----------- | ------- | ----- | --------- | ------------ |
| 1  | Bagarmossen | 4       | 3     | 1         | 0.750        |
| 2  | Sundbyberg  | 4       | 1     | 3         | 0.250        |

| Nr | Lag       | Matcher | Vunna | Förlorade | Vinstprocent |
| -- | --------- | ------- | ----- | --------- | ------------ |
| 1  | Leksand   | 4       | 3     | 1         | 0.750        |
| 2  | Skarpnäck | 4       | 1     | 3         | 0.250        |

### Bronsmatch
| Nr | Lag        | Matcher | Vunna | Förlorade | Vinstprocent |
| -- | ---------- | ------- | ----- | --------- | ------------ |
| 1  | Sundbyberg | 2       | 2     | 0         | 1.000        |
| 2  | Skarpnäck  | 2       | 0     | 2         | 1.000        |

### Final
| Nr | Lag         | Matcher | Vunna | Förlorade | Vinstprocent |
| -- | ----------- | ------- | ----- | --------- | ------------ |
| 1  | Leksand     | 5       | 3     | 2         | 0.600        |
| 2  | Bagarmossen | 5       | 2     | 3         | 0.400        |

## Nedflyttningsserien
Den sista omgången spelades aldrig, men det påverkade inte sluttabellen.
| Nr | Lag             | Matcher | Vunna | Förlorade | Vinstprocent |
| -- | --------------- | ------- | ----- | --------- | ------------ |
| 1  | Ljusdal Strikes | 5       | 5     | 0         | 1.000        |
| 2  | Ormkärr         | 5       | 3     | 2         | 0.600        |
| 3  | Sundsvall       | 5       | 2     | 3         | 0.400        |
| 4  | Alby            | 5       | 0     | 5         | 0.000        |

### Webbkällor
- Svenska Baseboll- och Softbollförbundet, Elitserien 1963-